# 薩莫拉條約
《薩莫拉條約》為卡斯蒂利亞王國於公元1143年簽署，承認葡萄牙王國獨立的條約。卡斯蒂利亞國王阿方索七世在羅馬教皇的見證下，在西班牙的薩莫拉大教堂簽署這份條約。條約內容為承認阿方索·恩里克斯為葡萄牙國王，並認同葡萄牙王國的獨立地位。此外，此條約更列明卡斯蒂利亞及葡萄牙雙方享有持久的和平。